# Видосав Стевановић
Видосав Стевановић (Цветојевац, Крагујевац, 27. јун 1942) српски је приповедач, песник, романсијер, сценариста и драмски писац. Аутор је тридесетак књижевних дела, политичке биографије Слободана Милошевића, бројних есеја и мноштва текстова. Његове књиге преведене су на двадесетак језика широм света. Стевановић је повремено писао за многе југословенске, српске као и за европске новине као што су Ле Монд, Либерасион, Ел Паис и Експресен.

## Биографија
Видосав Стевановић рођен је 27. јуна 1942. у Цветојевцу поред Крагујевца, у Шумадији. Основну школу и гимназију завршио је у Крагујевцу. Године 1961. одлази у Београд на студије. Најпре је студирао стоматологију али онда се разболео и, оздравивши, одлучио да студира књижевност.
Мало касније напустио сам школску књижевност да бих се читавим бићем посветио правој књижевности. Нисам је сматрао занимањем већ позивом, вештином која замењује религију, политику и стварни живот.— Видосав Стевановић
Након објављивања прве збирке приповедака (Рефуз Мртвак, Просвета, 1969) Видосав Стевановић постаје у естетичком, интелектуалном и програмском смислу једна од најважнијих појава на југословенској књижевној сцени. Због тога што је разорио мит о безбрижном животу у земљи самоуправног социјализма, против њега је започет судски процес који је трајао шест година. Није ослобођен ни осуђен, процес је застарео. Тих шест година млади писац живео је изван јавности.
Видосав Стевановић је зачетник новог правца у литератури који назива фантастични реализам. Прогањан је, оспораван, забрањиван, истовремено цењен и повремено награђиван. Осамдесетих година је са успехом руководио издавачким кућама БИГЗ и Просвета из Београда.
Крајем осамдесетих и почетком деведесетих за разлику од већине књижевника Видосав Стевановић одбија да се приклони Милошевићу и његовом програму. Са неколико истомишљеника оснива Независне писце Југославије (1989), Либерални форум (1990) и Београдски круг (1991).
Убрзо затим Стевановић бива принуђен да напусти Србију и да, бежећи преко Грчке, затражи политички азил у Француској. У Милошевићевој Србији од тада је мета напада пропаганде, избачен је из школских програма, књижара и библиотека, али у Француској постаје познат писац. Преводи његових романа излазе у више издања а снагу одјека који је Стевановић имао и има у француској јавности потврђује и одликовање из 1999. када је добио Орден витеза реда Уметности и Литературе за целокупно књижевно дело.
Егзил у Француској прекинуо је на шест месеци да би био директор Радио-телевизије Крагујевац, освојене приликом великих демонстрација у српским градовима 1996-97.
Године 2004. Видосав Стевановић напушта Француску и борави у Сарајеву где ради као саветник за културу у управи града.
Од 2007. године Видосав Стевановић живи између своје куће поред Крагујевца и Париза. Издавачка кућа Кораци и град Крагујевац објављују његова Сабрана дела у 15 томова, прекинувши тако цензуру која је трајала готово двадесет година.
2009. године на имању његове супруге, са групом читатељки и полазница његове школе писања, отворен је Клуб Видосав, удружење грађана које ће се бавити организовањем књижевних вечери, изложбама, концертима, представљањем књига, школом писања, музичком школом...
Као и сви људи са ових простора, носим у себи неколико идентитета - Шумадинца, Србина, Југословена, Балканца, Француза, Босанца, Европејца и грађанина света - и због тога се сматрам богатијим и слободнијим него раније.— Видосав Стевановић

## Дело
Ко у уметности не иде на све или ништа, добије ништа. Ко се препусти овим крајностима, постаје ништа. Ко себе не излаже свим напетостима свих крајности, већ је ништа.— Видосав Стевановић
Прву и једину збирку песама Трубље, Видосав Стевановић објавио је 1967. године у Београду. Уследила је збирка приповедака Рефуз мртвак, 1969. Након тога млади писац 1971. године објављује први роман Нишчи а потом 1975. и други роман Константин Горча. Следе две збирке приповедака Периферијски змајеви, 1978. и Царски рез (1984, Андрићева награда. Широј публици Стевановић је можда најпознатији по свом роману Тестамент, за који је 1986. добио НИН-ову награду. Следе романи: Љубавни круг, 1988, Снег у Атини, 1992, Острво Балкан, 1993, Христос и пси, 1994, Иста ствар, 1995, Абел и Лиза, 2001, Милошевић, један епитаф, политичка биографија, 2001, Сибила, 2004, Демони, 2004, Странац који с вама борави 2008, Сасвим ужаснут тим монструмом ноћним, 2008, Искра 2008. Има и три необјављена рукописа: романе Шта птица каже и О местима тужним и дубокој ноћи и сатиру Страдија и коментари.
Очекује се излазак из штампе његових дневника 1988-1993: Први дневник самоће и Други дневник самоће.
Поред романа Видосав Стевановић је објавио следеће драме:
- Мој Лазаре, монодрама, Београд, 1981,
- Ноћас је ноћ, Југословенско драмско позориште, Београд, 1983,
- Последњи гост, позоришни часопис Сцена, 1983,
- Кофер наше мајке, Народно позориште, Београд, 1984,
- Далеко тамо, монодрама, Београд, 1985,
- Вук Стефановић Караџић, монодрама, Београд, 1987,
- Далеко тамо, три монодраме, Светлост, Крагујевац, 1988,
- Јована од метроа, монодрама, Париз, 1993,
- Етничко чишћење, Нота Бене, Париз, 1994,
- Три сестре, Париз-Ботуње, 1996-2001,
- Народ чека земљотрес, Ботуње-Париз, 1996-2001,
- Перманентна проба, Париз, 1988-2001,
- Волтер 222, Волтер-Ферне, 1999,
- Лаку ноћ и хвала на пажњи, Сарајево, 2004,
- Медеја повратница, Париз-Сарајево, 2006,
- Ирена Дубровна, Ботуње, 2009.

Урадио је и два филмска сценарија: Мој Лазаре и Острво Балкан (са Лорданом Зафрановићем).
Написао је петнаестак радио-драма, десетине књижевних критика и есеја, мноштво новинских текстова.
У припреми је монографија Видосав која ће обележити педесетогодишњицу његовог књижевног рада која би требало да изађе пре међународног симпозијума о делу Видосава Стевановића, предвиђеног за март 2011.

### Сабрана дела
- Године 1984, Сабрана дела у пет томова, Народна књига, Српска књижевна задруга, Београд
- Године 1989: Сабрана дела у пет томова, Свјетлост, Сарајево, (поводом тридесет година књижевног рада)
- Године 2007, прво коло Сабраних дела, Кораци, Крагујевац[9]
  - Странац који с вама борави,
  - Сасвим ужаснут тим монструмом ноћним,
  - Снег и пси,
  - Иста ствар,
  - Абел и Лиза,
  - Искра,
  - Народ чека земљотрес и друге драме.
- Године 2008, друго коло Сабраних дела, Кораци, Крагујевац
  - Рефуз мртвак,[10]
  - Нишчи,
  - Константин Горча,
  - Периферијски змајеви, царски рез,
  - Тестамент.[11]
- Године 2009, треће коло Сабраних дела, Кораци Крагујевац
  - Сибила,
  - Демони.[12]

## Награде
- Исидора Секулић, 1968,
- Младост, 1990,
- Милан Ракић, 1971,
- Иво Андрић, 1985,
- НИН, 1986,[13]
- Награда Цивис 1995.

## Рецепција дела и критике
Видосав Стевановић објављује већ педесет година. Прва збирка приповедака изашла му је 1969. године (Рефуз Мртвак, Просвета). Као метеорит је узбуркала и осветла мирно књижевно море Југославије. Због тема којима се бавио, иновација у стилу и наративном поступку, због оригиналности у књижевном језику, обогаћеном жаргонизмима, псовкама и необичним синтаксичким обртима, Стевановић се одмах нашао у вртлогу полемика.
Од тада се о њему говори и пише као о родоначелнику црног таласа и творцу стварносне прозе. Оба израза су идеолошке дисквалификације и не говоре о особеностима књижевног стила Видосава Стевановића.
Књижевни поступак који је Стевановић створио и именовао зове се фантастични реализам, скован према познатој реченици Достојевског да ништа није фантастичније од стварности. У њему елементи непосредне стварности служе као степенице ка фантастичном, фантазмагоричном и метафоричном. Стевановић пише да овај појам обухвата све разнолике типове проза у којима се огледао. Појам су прихватили критичари који су се озбиљно бавили његовим књигама.
Крајем седамдесетих и осамдесетих година је у Београду, па и у читавој Југославији, постојао култ писца Видосава Стевановића. Млади људи су се окупљали да би читали његове приповетке и романе, а књижевни ауторитети су коментарисали и цитирали младог уметника и позивали га у друштво. Чак и они најусамљенији, попут Андрића, нису одолели разговорима са бунтовником који је служио једино језику. Али критика га је због садржаја његове прозе морала напасти, а недемократско друштво осудити. Оно што пажљивог читаоца Стевановићевих дела може зачудити је да су бесмислене квалификације које су младом писцу тада дељене послужиле као лајт-мотив познатим књижевним теоретичарима и тумачима његових дела.
Из тог времена има доста погрешног, лошег или злонамерног писања о прози Видосава Стевановића. Ипак, завидан број српских и југословенских критичара писао је о њему зналачки, стручно и са несумњивим поштовањем. Али праве оцене и признања добија тек у иностранству.
Француски превод Периферијских змајева изашао је 1981, али пуну пажњу француских а потом и других европских критичара Стевановић је привукао деведесетих година када су најпре у Француској и потом у другим европским земљама изашли преводи трилогије Снег и пси, започете у грчком егзилу. Андре Клавел тада пише: Ако је Шпанија из 1936. имала свог Малроа а у периоду од 1939—1945. свог Малроа, ако је Вијетнам имао своју Неил Шехан, а Либан своју Ориану Фалаци, балкански рат ће убуће имати свог Стевановића.
Ако се савесно анализира Стевановићево дело, очигледно је се ради о писцу који се писању, чину стварања уметности путем језику али и стварања самог језика, посвећује са монашком ревношћу, научничком ерудицијом и аполоновским надахнућем. Читање Стевановићеве прозе представља озбиљан задатак. Рецепција његових романа захтева будност духа и интелектуалну пажњу али истовремено отвара путеве ка екстатичком уметничком доживљају у који нас уводи језик, до пуцања дамара, набијен метафорама, алегоријама и синестезијама.
Готова прича, готова књига – то је подношљива, радна верзија коначног и савршеног текста, који каткада сањамо али га не можемо досећи.— Видосав Стевановић
Двоструки добитник Нинове награде Светислав Басара за Стевановића каже да је аутентично српски писац. „Оно што је Маркес за Латинску Америку, Андрић и Стевановић су за Балканско полуострво и Србију.”

## Друштвени и културни ангажман
Због успеха прве прозне књиге Видосав Стевановић постао је идеолошки сумњив, политички осуђен и предмет судског процеса. Уследила је забрана појављивања у јавности. Примао је скромну плату као уредник Просвете, није потписиван на књигама на којима је радио. Зловоља београдске чаршије сручила се на бунтовног писца у више наврата и никада га није оставила на миру.
Тајне службе и београдска чаршија два су тесно повезана механизма, да не кажем организма, које свака власт подмазује и храни да би преко њих дискредитовала политичке противнике, још више праве критичаре. Тајне службе не могу без чаршије која представља њихову критичну масу у јавности, чаршија не може без тајних служби које је снабдевају темама и жртвама којима ће се хранити.— Видосав Стевановић
Прекинуо је рад на другој књизи Нишчих. Мрачно расположење тог времена транспоновао је у атмосферу романа Константин Горча којим је завршио крагујевачки циклус. Окренуо се породичном животу далеко од узнемирене гомиле и снобизма београдске чаршије. Полако је исписивао прве београдске приче и скупљао материјал за роман Тестамент. Објављене 1978, те приче изазвале су доста пажње и неколико млаких напада, али се нису нашле ни на једном списку за награде: сам писац био је на црним листама. Потресен болешћу и смрћу своје супруге Гордане, Видосав Стевановић на то није обраћао пажњу. Лечећи се од депресије, марљиво је обављао издавачке послове и стицао углед у свом другом занимању.
У оно време нимало се не бих изненадио да сам остао само издавач који и не помишља да може објавити своје књиге. Нико у Београду у томе не би запазио ништа чудно.— Видосав Стевановић
Крајем те деценије напади на Стевановића слабе, делом захваљујући следбеницима српских либерала. Изнова се појављује у јавности. Члан је Управе Удружења књижевника Србије и учествује у акцијама за ослобађање песника Ђога. Почетком 1982. прихвата место главног уредника, потом и директора БИГЗ-а чији је издавачки сектор пред ликвидацијом. Мења програме, уводи нове библиотеке, активира маркетинг, оживљава џепну књигу, намеће модерно пословање према принципу нове јапанске пословне филозофије: не производити за магацине. Следећих пет година БИГЗ ће бити најактивнији и најуспешнији издавач у Србији, међу најбољима у Југославији. Објављује књиге и писце које други неће или не смеју, на списковима његових издања налазе се безмало сви дисиденти.
Било је јасно да комунизам неће дуго. Требало је онеспособити цензуру, припремити јавност за слободно друштво и правну државу, избећи опасну патетику национализма. Нисам био једини који је то радио али сам се осећао врло усамљеним. Данас схватам зашто.— Видосав Стевановић
Велика очекивања интелектуалне јавности и независних духова, која су културном животу те деценије давала живост и разноврсност, пре свега у Београду, била су пометена са јавне сцене обичним партијским пучем. Слободан Милошевић докопао се власти у Савезу комуниста Србије, потом у читавој Србији. Прво прикривено, затим све отвореније почело је решавање српског националног питања како су га, на основу идеја САНУ, Удружења књижевника и Српске православне цркве, видели нови политичари: разорни резултати тих пројеката данас су познати свима. Пре тих догађаја Видосав Стевановић је прешао у Просвету која се нашла у невољама, годину дана касније чинило се да је и ово издавачко преузеће спасено. Али, Мирјана Марковић, Милошевићева супруга, бацила је око на имућну и угледну Просвету. Одбијајући да ради под присмотром њених извршилаца, Видосав Стевановић подноси оставку и даје отказ и одједном се крајем 1988. године са петочланом породицом налази на улици. Институције културе, уметничка удружења и колеге књижевници ћуте. Почиње прогон који се три године касније завршава Стевановићевим егзилом.

## Прогон и егзил
Почетком 1989. године Видосав Стевановић прихвата да буде саветник у издавачкој кући Свјетлост из Сарајева која објављује друго издање његових сабраних дела. У мултиетничком граду проводи две релативно мирне године. Са неколицином истомишљеника оснива књижевно удружење Независни писци Југославије. Један оснивачки документ предлаже оснивање струковних синдиката Независност, који постоје и данас, други тражи да политичке партије које се управо оснивају отворе архиве тајних служби: ову иницијативу подржали су једино реформисти Србије, архиве нису отворене ни почетком двадесет првог века. Са неколико независних интелектуалаца у Београду оснива Либерални форум који покушава да буде посредник између разних политичких опција, без успеха. На првим слободним изборима крајем 1990. подржава председничког кандидата Ивана Ђурића и учествује у његовој кампањи.
Поред основног либералног и прозападног опредељења, имали смо и три битне тачке у нашем програму за државу Србију: мир са собом, мир са суседима, мир са светом. Нисмо могли бог зна шта урадити усред пакленске дреке милошевићевских медија и помахниталих националиста који су се припремали за рат и пљачку. Тада су српска политичка и културна елита доживеле историјски пораз од кога се нису опоравиле.— Видосав Стевановић
У децембру напушта место саветника у Свјетлости и повлачи се у своје село поред Крагујевца.
У првој години демократије Видосав Стевановић и његови истомишљеници у Београду немају где објављивати.
Исте сам године остао без оба занимања, нисам могао њима хранити своју породицу. То нико није приметио у главном граду који је дрхтао од ратне грознице и националних фантазама. Морали смо отићи.— Видосав Стевановић
После физичког напада на улици, са супругом и синовима бежи у Грчку где почиње трилогију Снег и пси. Прва књига Снег у Атини излази на грчком, потом на српском. Уз помоћ светског ПЕН-а и француских пријатеља успева стићи у Француску поводом промоције своје трилогије и, на позив издавача, одлучује да остане у традиционалној земљи егзила. Даје бројне интервјуе за новине, појављује се на телевизијама, учествује на трибинама, обилази француске градове: свуда оштро критикује режим Слободана Милошевића. Прикључује се Ивану Ђурићу и његовом Покрету демократских слобода, покушавају убедити европску јавност и политичаре да треба зауставити рат у бившој Југославији. Труде се да помогну Сарајево, град под бомбама. После Дејтонског споразума, обојица су критиковали закаснело заустављање рата, поделу Босне и национализме политичара три конститутивна народа.
Крајем 1995. Видосав Стевановић борави у кући поред Крагујевца. Згрожен атмосфером у којој се славе ратни злочинци и нападају миротворци поново одлази на пут, прво у Праг ради писања филмског сценарија Острво Балкан, затим у Париз. Супротставља се тези западних влада да је Милошевић гарант стабилности на Балкану. У размаку од годину дана остаје без двојице блиских пријатеља: Драгиша Павловић умире у Београду, Иван Ђурић у Паризу. Враћа се у Србију током демонстрација 1996-97, прикључује се опозицији у Крагујевцу, заједно освајају градску радио-телевизију, прву слободну у Србији. Шест месеци касније напушта место директора и одлази за Париз. У његовом дневнику из тог периода Крадљивци сопствене слободе, објављеном на француском, стоји реченица да је опозиција последња линија одбране режима Слободана Милошевића. Прикључују му се супруга и најмлађи син, траже и добијају политички азил као чист случај троструког прекршаја женевске конвенције. Припрема и завршава политичку биографију Милошевић, један епитаф која излази пре његовог пада са власти. Нова власт у Србији не позива га да се врати.
Следеће године најплодније су у бурном животу овог уклетог писца. Интензивно пише, објављује на разним језицима, путује, осећа се добро у француској културној средини, добија два судска процеса против великог издавача, високо француско одликовање и најзад француско држављанство. Али, мучен чежњом за својим језиком, све чешће путује на просторе бивше Југославије. Прихвата место саветника за културу у Градској управи Сарајева и у свом омиљеном граду проводи непуне три године. Пензионисавши се, 2007. враћа се у кућу поред Крагујевца, све ређе путује, избегава јавност и не учествује у књижевном животу Србије.
Уз помоћ пријатеља и издавачке куће Кораци провео је знатан део 2008. покушавајући да пробије зид ћутања и медијску цензуру око свог имена и дела. Упутио је отворено писмо председнику Републике Србије Борису Тадићу, али није добио одговор.
Остало ми је да напишем писмо Ивану Ђурићу: Драги пријатељу, победиле су наше идеје али у рукама хомункулуса Слободана Милошевића и устима ученика Добрице Ћосића, а то је горе од пораза. Али можда је паметније да ово писмо упутим неком непознатом у будућности.— Видосав Стевановић

## Галерија
- Видосав Стевановић и Саша Миленић на Београдском сајму књига 2008.
- Видосав Стевановић
- Видосав Стевановић